# Taranaki
Taranaki é uma região da Nova Zelândia, com 7.273 km² e 107.500 habitantes, na costa oeste da Ilha Norte, que culmina no Monte Egmont (2500 m de altitude). É servido por inúmeras linhas férreas. Produz manteiga e queijo. Sua principal cidade é New Plymouth.